# Bateau pop-pop

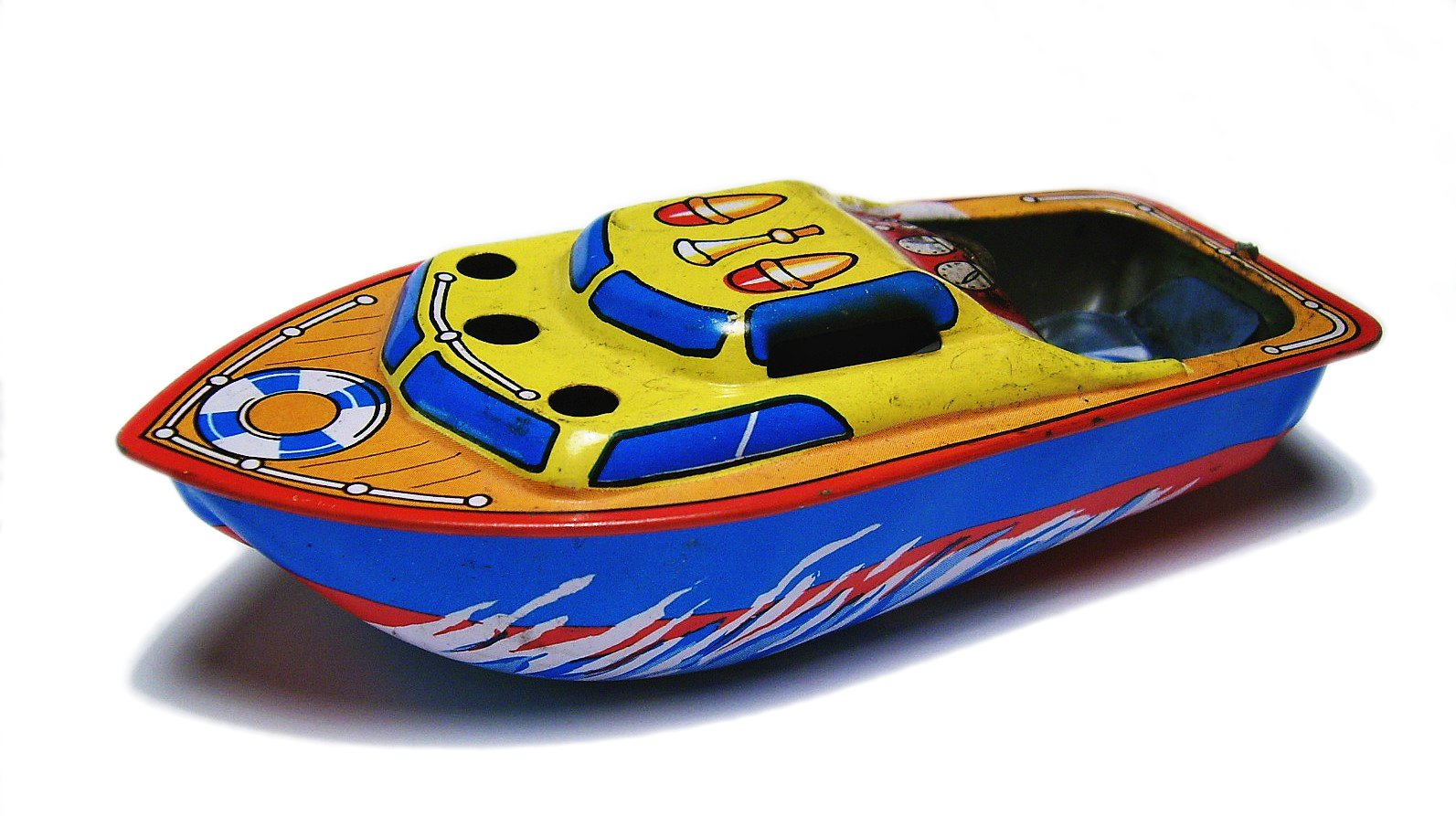
Bateau pop-pop en fer-blanc peint, identique aux jouets modernes fabriqués en Inde et en Asie du Sud-Est.

Un bateau pop-pop est un petit bateau jouet propulsé par un moteur à vapeur rudimentaire, chauffé typiquement par une bougie. 
Ce jouet a été inventé dans les années 1890 par l'ingénieur français Désiré Thomas Piot et il a été ultérieurement perfectionné. Très à la mode en Europe et aux États-Unis au début du XXe siècle, ce jouet peu coûteux et facile à construire est encore commun dans les années 2000 dans certains pays (Asie, Amérique du Sud).
Le nom « pop-pop » est une onomatopée évoquant le bruit répétitif du fonctionnement de certains modèles. Ce bateau a ainsi des noms variables selon les langues : pop-pop (anglais), put-put, puff-paff, toc-toc (allemand), phut-phut, pouet-pouet, can-can…

## Description

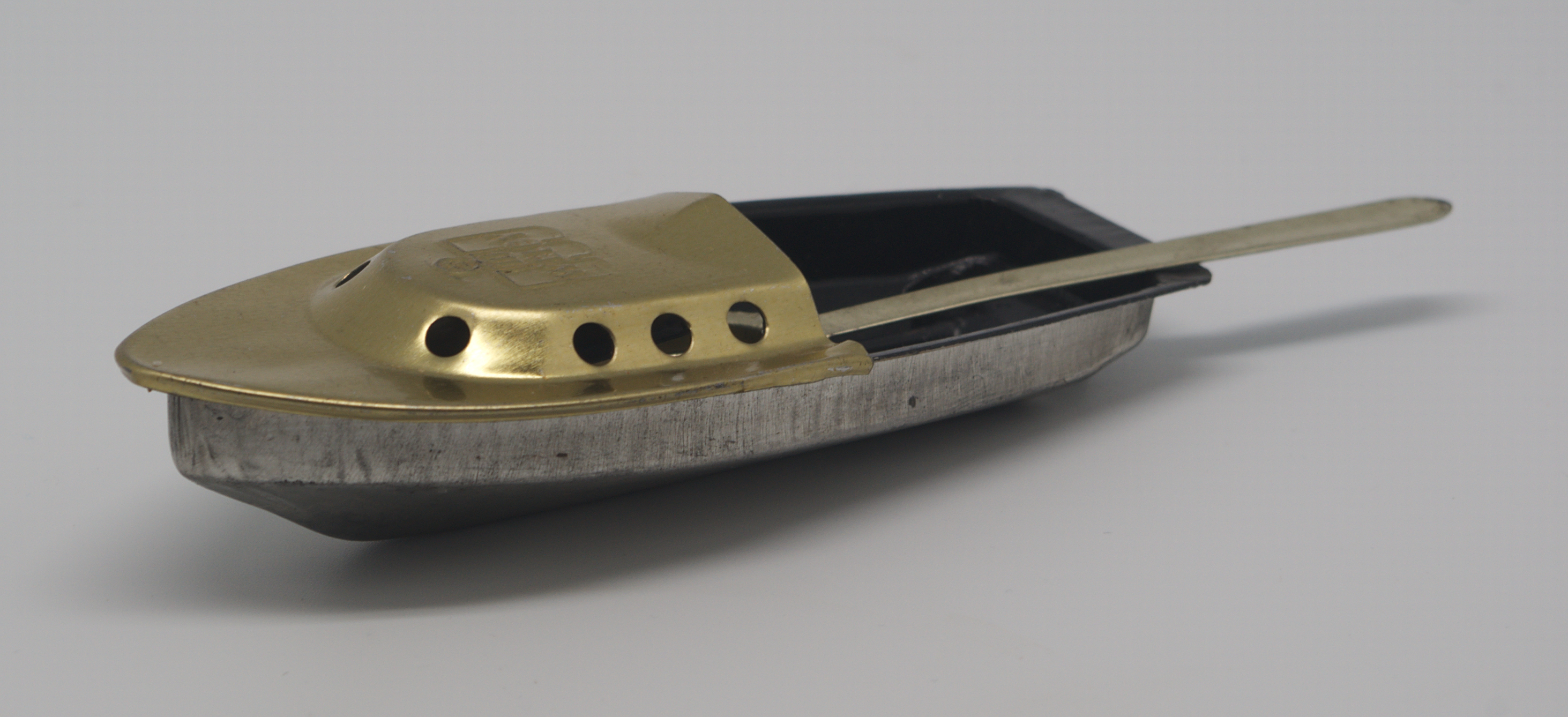
Bateau pop-pop (en fer-blanc et laiton ?) avec une « cuillère » facilitant l'allumage et le placement de la bougie.

La coque du bateau est généralement construite avec une mince feuille de métal (fer-blanc, cuivre), pour éviter toute matière inflammable à proximité de la flamme du foyer. Certains bateaux comportent un gouvernail mobile permettant de faire tourner le bateau.
Le moteur pop-pop est rudimentaire et ne comporte aucune pièce mécanique mobile : 
- une source de chaleur : typiquement une petite bougie plate, mais parfois un brûleur d'huile ou d'alcool. Sur certains modèles, un support amovible avec un manche (cuillère) permet d'allumer plus facilement la bougie ou de régler l'intensité de chauffe.
- une petite chaudière remplie d'eau au départ, et typiquement deux tubes fins partant de cette chaudière, avec l'autre extrémité sous le niveau de l'eau et orientée vers l'arrière. Un seul tube suffirait pour le fonctionnement ; cependant, le remplissage initial de la chaudière serait difficile.

Une cabine de bateau (éventuellement amovible) permet souvent de dissimuler le foyer et la chaudière ainsi que de protéger la flamme du vent.

## Histoire

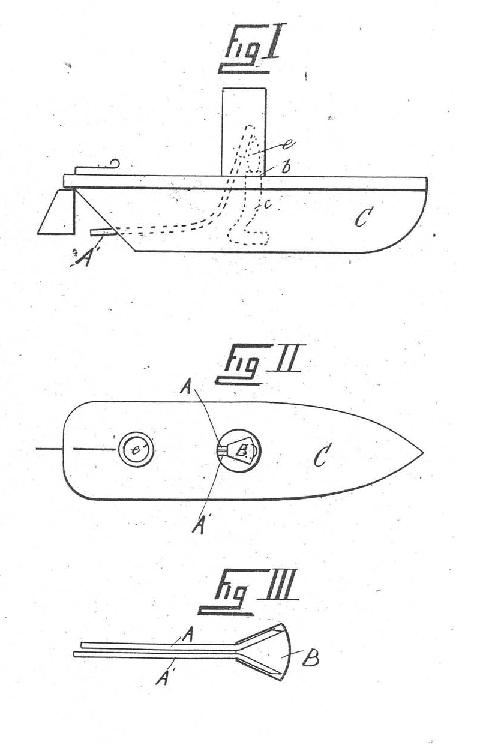
Schéma de bateau propulsé par ce moteur à vapeur (Piot, brevet 1891).

L'inventeur est Désiré Thomas Piot (né en 1834), qui, alors qu'il était londonien, déposa deux brevets no 20081 (en 1891) et no 26823 (en 1897). Cet ingénieur français, spécialiste en génératrices électriques, s'est illustré au concours Lépine, et sa première action notoire en « technologie pop-pop » est une demande de brevet sur un perfectionnement des chaudières à vapeur. Il semble cependant si peu convaincu par son invention qu'il mentionne que son moteur pourrait être utilisé à la propulsion de jouets.
Son moteur est constitué par un serpentin, contenant de l'eau, chauffé par une source de chaleur. Les deux extrémités du serpentin aboutissent à la poupe (l'arrière) du bateau sous la ligne de flottaison. Le serpentin doit être rempli d'eau avant le démarrage du moteur. Si le moteur est correctement réalisé, il ne s'arrête qu'à l'extinction du foyer.
À la suite de cette invention, plusieurs fabricants de jouets aux États-Unis et en Europe commercialisent des bateaux pop-pop d'après le moteur Piot jusqu'en 1924.

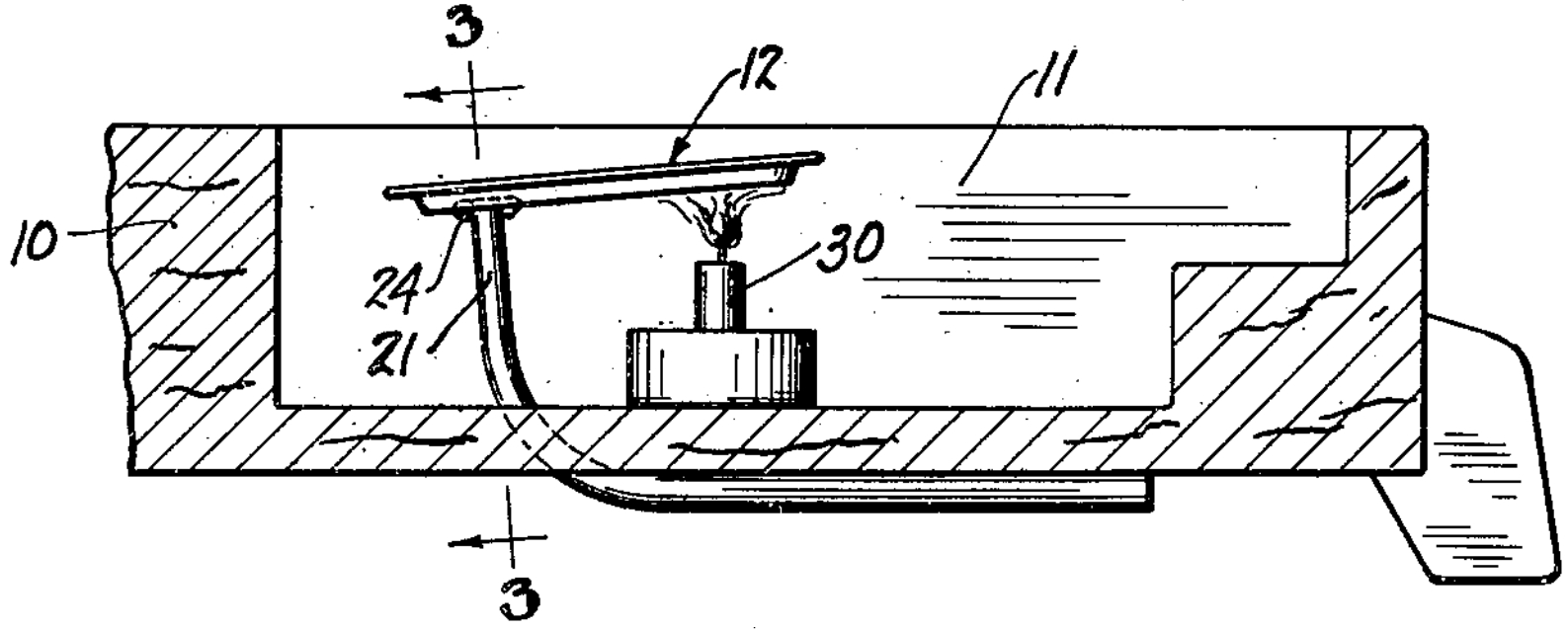
Schéma d'un bateau pop-pop d'après un brevet de 1934 de Paul Jones.

Le 10 octobre 1916, C.J. Mc Hugh se voit accorder aux États-Unis le brevet no 1 200 960 (US Patent). Il consiste à améliorer l'invention de l'ingénieur Piot, en créant une chambre d'évaporation munie d'une membrane flexible à sa partie supérieure. Le bruit généré par cette capsule flexible est à l'origine du nom de pop-pop, le moteur Piot étant quasiment silencieux.
En 1967, le bateau Hell's popin transportant deux personnes et fonctionnant avec deux moteurs pop-pop, a participé à la course Cowes Torquay avant de faire naufrage.
Plus récemment[Quand ?], des brevets ont été déposés, destinés à perfectionner le moteur pop-pop de McHugh et à en étendre ses applications.
En France, les noms de « bateau pop-pop », « pop-pop » et « bateau à moteur pop-pop » sont déposés à l'INPI par Jean-Jacques Seroul.

## Mécanisme du moteur pop-pop
Le moteur pop-pop est généralement décrit comme un « pulsoréacteur à vapeur ». Les principes physiques de la propulsion pop-pop sont complexes et ils ont longtemps été mal connus, faute de recherches et publications scientifiques suffisantes avant la fin des années 2000.

### Une machine à vapeur

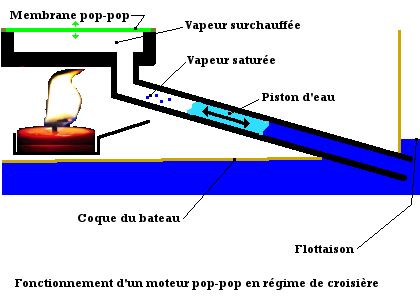
Principe de fonctionnement d'un moteur pop-pop.

Le moteur pop-pop est une machine thermique, faisant subir à l'eau des transformations cycliques et transformant l'énergie thermique (bougie) en énergie mécanique (déplacement d'eau). La flamme chauffe le réservoir et il apparait alors une oscillation de bulle de gaz (vapeur d'eau) avec une phase d'expulsion d'eau suivie d'une phase d'aspiration. Un moteur pop-pop simplifié, constitué d'un seul tube (sans réservoir) fonctionne parfaitement. Dans un moteur pop-pop à deux tuyaux (ou plus), l'eau n'entre pas par un tube pour ressortir par l'autre tube, mais l'eau est éjectée simultanément par les deux tubes durant la première phase du cycle, puis aspirée simultanément par les deux tubes lors de la deuxième phase.
Ce mécanisme cyclique n'est pas complètement compris et il est généralement simplifié ainsi : la chaleur vaporise un peu d'eau ; la bulle de gaz créée repousse la colonne d'eau vers l'extrémité du tube. Par inertie, le mouvement d'éjection se poursuit dans la partie froide du tube. Au contact de la paroi froide du tube, la vapeur d'eau se contracte et se condense. Avec la diminution du volume de gaz, l'eau est à nouveau aspirée vers la zone chaude et le cycle recommence. 
On observe que plus la chaleur est importante, plus l'amplitude de l'oscillation augmente (quantité d'eau éjectée/aspirée), mais la fréquence (durée du cycle) ne varie pas. La fréquence de l'oscillation est liée aux dimensions du tube.

### Un pulsoréacteur
Le moteur pop-pop est un pulsoréacteur, c'est-à-dire un moteur à réaction cyclique. Lors de la phase d'éjection de l'eau, le bateau est propulsé par la « réaction » à la projection du jet droit d'eau (hydrojet) hors d'une tuyère.
Le fonctionnement du bateau pop-pop peut sembler surprenant : on pourrait s'attendre à ce que, si l'eau sort et entre à travers le tube d'échappement, le bateau soit poussé alternativement vers l'avant et l'arrière, et soit ainsi immobilisé. Mais le bateau pop-pop avance. Ce phénomène est observé par le physicien Ernst Mach en 1876 : un appareil qui aspire et rejette alternativement le liquide environnant se déplace comme s'il ne faisait que rejeter du liquide (à l'exemple du calmar).
Certains auteurs ont repris les anciennes hypothèse de Mach (1883) du tourniquet de Feynman : lors de l'aspiration pop-pop, ce serait l'écoulement de l'eau devant le  tuyau, observé comme provenant de toutes les directions, qui provoquerait l'absence de recul du bateau,. Néanmoins, cette solution est erronée selon le physicien Jenkins (en) (2011), qui se réfère à la théorie de la conservation de la quantité de mouvement. Lorsqu'elles passent l'extrémité du tuyau d'échappement, l'eau éjectée et l'eau aspirée ont la même quantité de mouvement (dans des directions opposées) par rapport au bateau : les déplacements d'eau à l'extérieur du tuyau n'expliquent donc pas pourquoi le bateau ne recule pas. L'écoulement d'aspiration révèle seulement l'importante perte énergétique d'aspiration par dissipation et turbulence visqueuse, dans le cas d'un fluide non-parfait comme l'eau.
Selon Jenkins, lors de la phase d'aspiration, l'eau entre rapidement en collision avec les parois du réservoir et transfère donc sa quantité de mouvement au bateau. La force initiale de réaction du bateau (provoquant théoriquement son recul) est rapidement annulée par la poussée de l'eau contre le réservoir.

### Performances
D'après la théorie et les expériences, le rendement du moteur pop-pop est extrêmement faible ; l'usage de ce moteur est donc restreint au domaine des jouets et n'est pas intéressant pour des applications industrielles,. Seulement 10 % de l'énergie mécanique des déplacements d'eau dans les tuyaux est convertie en énergie de propulsion (à comparer au rendement de 75 % d'une hélice). Mais surtout, l'efficacité thermodynamique de la machine à vapeur est très faible, parce que la vaporisation et la recondensation sont réalisées dans une chambre unique, à une température voisine. Le moteur pop-pop génère une grande perte de chaleur et une très faible poussée.
Par exemple, pour un petit bateau pop-pop de construction artisanale chauffé par brûleur, le rendement global du moteur mesuré était de l'ordre de 0,003 % (rapport entre puissance de chauffe et puissance mécanique délivrée) ; à comparer au rendement d'une propulsion classique (35 %)[réf. non conforme].
La vitesse d'un jouet du commerce est de l'ordre de 10 cm/s (0,36 km/h), le précédent record du monde serait voisin de 0,7 km/h. Le plus récent en date de 2025 serait détenu dans la catégorie bateau de moins de 20 cm par un Roll Roll Silver ghost avec pour vitesse 1m en 4,04 secondes, soit 0,891 km/h.

## Fabrication et distribution

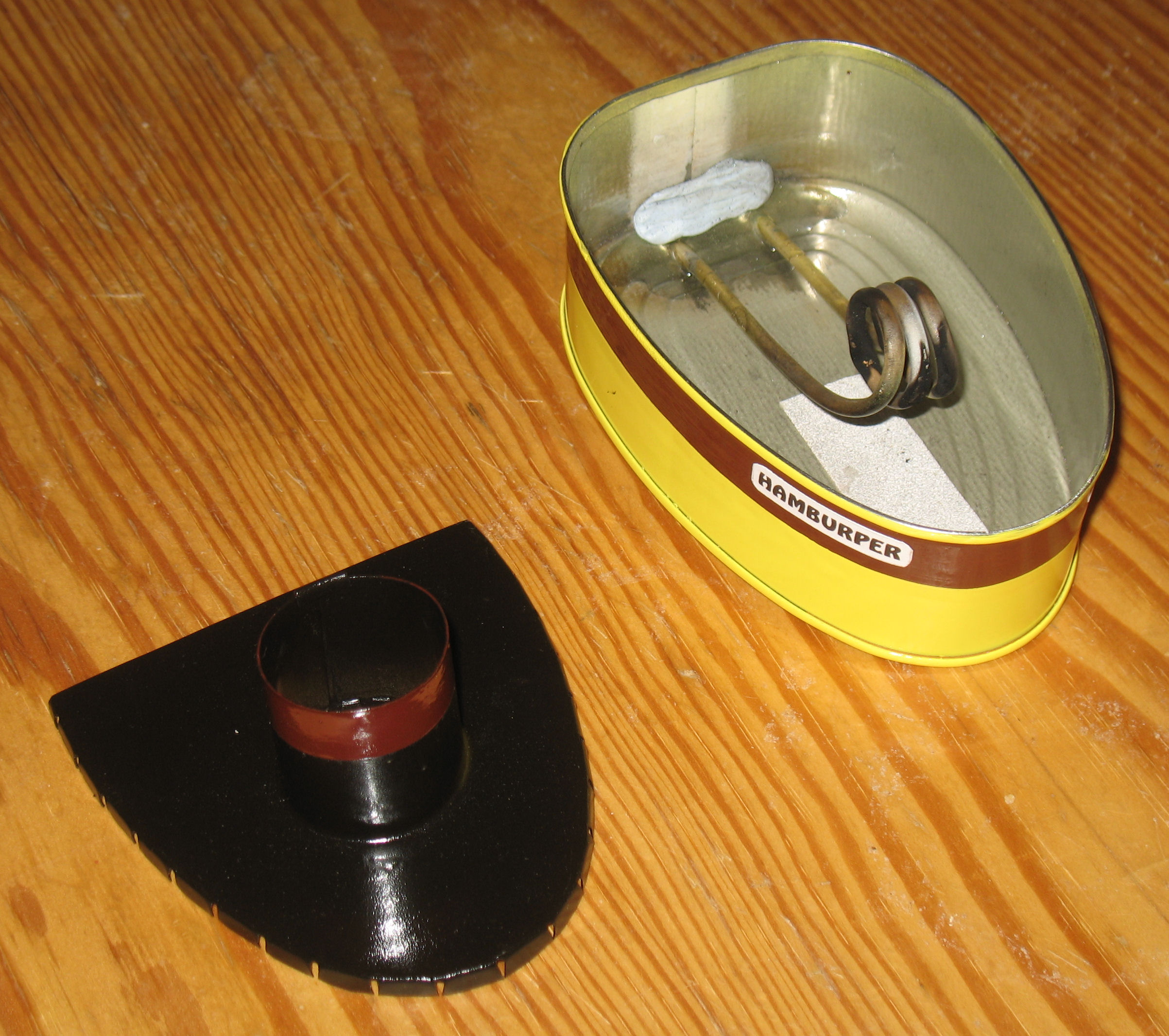
Construction d'un bateau pop-pop à partir d'une boîte de conserve et d'une chaudière-serpentin.

Les principaux fabricants des jouets commercialisés se situent en Inde et en Asie du Sud-Est. La matière première utilisée pour la coque est le fer-blanc, parfois le laiton pour la cuve de la chaudière et la tuyauterie. Ils sont disponibles à la vente, sur Internet et dans certains magasins de jouets et de souvenirs. 
Le bateau pop-pop peut aussi être une construction amateur. La construction ou l'étude du bateau pop-pop est parfois un moyen ludique ou pédagogique d'initier des enfants et adultes à la construction, à la physique (moteur à vapeur, forces, fluides…) et à la méthode scientifique.
Ces jouets peuvent se révéler dangereux parce qu'ils brûlent et ne doivent pas être laissés entre toutes les mains.

## Manifestations
Depuis 1996, un rassemblement de bateaux à moteurs pop-pop, surnommé « Championnat du monde de Loguivy-de-la-Mer de bateaux à moteur pop-pop » se déroule chaque année à Loguivy-de-la-Mer en Bretagne.